# József Navarrete
József Navarrete (n. 16 decembrie 1965, Santa Clara, Cuba) este un scrimer maghiar, medaliat olimpic. A participat la o ediție a Jocurilor Olimpice (1996) în care a câștigat o medalie de argint.

## Participări
Lista de mai jos prezintă principalele competiții la care a participat József Navarrete de-a lungul carierei.
- fencing at the 1996 Summer Olympics – men's team sabre[*]